# خيسوس سوسا بلانكو
خيسوس سوسا بلانكو هو عسكري كوبي، ولد في 1907، وتوفي في 18 فبراير 1959 بسبب إعدام رميا بالرصاص.